# Friedrich Krombholz
Friedrich Krombholz (* 14. April 1871 in Wien; † 21. Juni 1919 in Parsch) war ein Österreichischer Baumeister und Architekt.

## Leben
Friedrich Krombholz war ein Sohn des Wiener Hofbaumeisters Ernst Krombholz. Er baute mit seinem 1909 verstorbenen Partner Josef Schalberger einige Häuser im Pratercottage, die Friedrich Achleitner in seinem Werk Österreichische Architektur im 20. Jahrhundert erwähnt. Weiters ist er in diesem Führer auch mit dem Wohnhaus 3., Kleingasse 20, dem Haus 6., Linke Wienzeile 58, sowie mit dem Haus 13., Hietzinger Hauptstraße 1, erwähnt.
Das Architekturzentrum Wien widmet ihm in seinem Architektenlexikon Wien 1770–1945 einen ausführlichen Eintrag.